# Chastanus
Chastanus là một chi bọ cánh cứng trong họ 
Elateridae.
Chi này được miêu tả khoa học năm 1976 bởi Dolin & Gurjeva.

## Các loài
Các loài trong chi này gồm:
- Chastanus afghanus Platia & Gudenzi, 2002
- Chastanus castaneus (Miwa, 1934)
- Chastanus rosti (Schwarz, 1897)